# Краса Іполіти
«Краса Іполіти» («La bellezza di Ippolita») — італійська кінокомедія 1962 року, знята режисером Джанкарло Дзанні, з Джиною Лоллобриджидою і Енріко Марія Салерно у головних ролях.

## Сюжет
Життєрадісна блондинка Іполіта працювала статисткою у другорозрядних вар'єте. Втомившись від постійних поневірянь і переїздів, вона вирішує вийти заміж за власника автозаправки. Свого чоловіка Іполіта справді кохає, але життя її тепер не дуже багате на події. Вона сумує і, щоб розважити себе, фліртує з клієнтами чоловіка. Для Іполіти це забава, але Люку зачіпає поведінка дружини, він ревнує її, підозрюючи у зраді. Щоб помститися Іполіті, він заводить роман з однією з її подруг Адріаною. А це вже справжня зрада. Дізнавшись про неї, Іполіта погрожує відплатити чоловікові тією ж монетою.

## У ролях
- Джина Лоллобриджида: Іполіта
- Енріко Марія Салерно: Лука
- Мільва: Адріана
- Карло Джуффре: роль другого плану
- Франко Джакобіні: Амедео Примавера
- Ларс Блок: Франц
- Аріель Манноні: роль другого плану
- Анжела Порталурі: роль другого плану
- Франко Бальдуччі: роль другого плану
- Ренато Мамбор: роль другого плану
- П'єро Палерміні: роль другого плану
- Бруно Сціпіоні: роль другого плану

## Знімальна група
- Режисер: Джанкарло Дзанні
- Сценарій: Еліо Бартоліні, Паскуале Феста Кампаніле, Джанкарло Дзанні
- Продюсер: Альфредо Біні
- Оператор: Альдо Скаварда
- Композитор: Карло Рустікеллі
- Художник: Флавіо Могеріні
- Монтаж: Ніно Бараґлі